# J. Jay Saunders
John Jay Saunders (* 7. Februar 1941 in Birmingham, Alabama; † 5. Januar 2016 in Inglewood, Kalifornien) war ein US-amerikanischer Schauspieler.

## Leben
Saunders wurde am 7. Februar 1941 im alabamischen Birmingham geboren. Sein Spielfilmdebüt gab er 1973 im Film Der Sohn des Mandingo und war ab demselben Jahr als Episodendarsteller in verschiedenen Fernsehserien wie Columbo, Owen Marshall – Strafverteidiger, Der Magier, Ein Sheriff in New York, Police Story – Immer im Einsatz, Die Jeffersons, oder Die Sieben-Millionen-Dollar-Frau zu sehen. 1976 hatte er unter anderem Nebenrollen in den Filmen Louis Armstrong – Chicago Style, Der Pflichtverteidiger und Dynasty inne. 1979 wirkte er in insgesamt 14 Episoden der Fernsehserie Salvage 1 in der Rolle des Mack mit. In den 1980er Jahren spielte er unter anderem in einzelnen Episoden der Fernsehserien Das A-Team, Knight Rider, Hunter, Polizeirevier Hill Street, Full House und Eine schrecklich nette Familie mit. Von 1989 bis 1990 war er in insgesamt vier Episoden der Fernsehserie Dallas in der Rolle des George Middleton zu sehen. 1992 verkörperte er im Film Boris und Natasha – Dümmer als der CIA erlaubt die Rolle des Agent Dan. 1994 spielte er seine letzten Rollen als Daryl in Verschollen – Abenteuer in Afrika und als Sheriff Black in Teenage T-Rex: Der Menschen-Dinosaurier.
Saunders verstarb am 5. Januar 2016 in Inglewood im Alter von 74 Jahren.

## Filmografie (Auswahl)
- 1973: Der Sohn des Mandingo (Slaughter’s Big Rip-Off)
- 1973: Columbo: Stirb für mich (Candidate for Crime, Fernsehreihe)
- 1973: Owen Marshall – Strafverteidiger (Owen Marshall: Counselor at Law, Fernsehserie, Episode 3x11)
- 1974: A Case of Rape (Fernsehfilm)
- 1974: Der Magier (The Magician, Fernsehserie, Episode 1x20)
- 1974–1976: Detektiv Rockford – Anruf genügt (The Rockford Files, Fernsehserie, 2 Episoden, verschiedene Rollen)
- 1975: Cornbread, Earl and Me
- 1975: Ein Sheriff in New York (McCloud, Fernsehserie, Episode 6x03)
- 1975: Three for the Road (Fernsehserie, Episode 1x12)
- 1976: Louis Armstrong – Chicago Style (Fernsehfilm)
- 1976: Der Pflichtverteidiger (Mallory: Circumstantial Evidence, Fernsehfilm)
- 1976: Dynasty (Fernsehfilm)
- 1976: Police Story – Immer im Einsatz (Police Story, Fernsehserie, Episode 4x03)
- 1976–1977: Starsky & Hutch (Fernsehserie, 2 Episoden, verschiedene Rollen)
- 1977: Die Jeffersons (The Jeffersons, Fernsehserie, Episode 3x17)
- 1977: Die Sieben-Millionen-Dollar-Frau (The Bionic Woman, Fernsehserie, Episode 2x20)
- 1977: Washington: Hinter verschlossenen Türen (Washington: Behind Closed Doors, Miniserie, Episode 1x06)
- 1977: Love Boat (Fernsehserie, Episode 1x08)
- 1977: The Bob Newhart Show (Fernsehserie, Episode 6x09)
- 1977: Little Vic (Miniserie)
- 1978: Good Times (Fernsehserie, Episode 5x15)
- 1978: With This Ring
- 1978: Junge Schicksale (ABC Afterschool Specials, Fernsehserie, Episode 7x02)
- 1978: Das unsichtbare Auge (Someone’s Watching Me!, Fernsehfilm)
- 1978–1980: Der unglaubliche Hulk (The Incredible Hulk, Fernsehserie, Fernsehserie, 2 Episoden, verschiedene Rollen)
- 1979: David Cassidy – Man Undercover (Fernsehserie, Episode 1x08)
- 1979: Salvage 1 (Fernsehserie, 14 Episoden)
- 1979–1981: Lou Grant (Fernsehserie, Fernsehserie, 2 Episoden, verschiedene Rollen)
- 1980: Die Nacht, als der Terror tobte (The Night the City Screamed, Fernsehfilm)
- 1981: Der Einzelgänger (Thief)
- 1982–1983: Noch Fragen Arnold? (Diff'rent Strokes, Fernsehserie, 2 Episoden)
- 1983: Das A-Team (The A-Team, Fernsehserie, Episode 1x07)
- 1983: Knight Rider (Fernsehserie, Episode 2x11)
- 1984: Hunter (Fernsehserie, Episode 1x07)
- 1984: The Hoboken Chicken Emergency (Fernsehfilm)
- 1985: Polizeirevier Hill Street (Hill Street Blues, Fernsehserie, Episode 5x12)
- 1986: Nomads – Tod aus dem Nichts (Nomads)
- 1986: Zwei unter Volldampf (Armed and Dangerous)
- 1987: Hunk
- 1987: Full House (Rags to Riches, Fernsehserie, Episode 1x04)
- 1987: Eine schrecklich nette Familie (Married… with Children, Fernsehserie, Episode 1x03)
- 1987: Jake und McCabe – Durch dick und dünn (Jake and the Fatman, Fernsehserie, Episode 1x01)
- 1987: Inspektor Hooperman (Hooperman, Fernsehserie, Episode 1x03)
- 1987: What’s Happening Now! (Fernsehserie, Episode 3x05)
- 1988: Desperado – Die Rache (The Return of Desperado)
- 1988: Beetlejuice
- 1988: Schwestern – Ein neuer Anfang (Nightingales, Fernsehfilm)
- 1988: Mick … mein Freund vom anderen Stern (Mac and Me)
- 1989: Gleaming Heart – Rebellen auf Skateboards (Gleaming the Cube)
- 1989: Alles Okay, Corky? (Life Goes On, Fernsehserie, Episode 1x03)
- 1989–1990: Dallas (Fernsehserie, 4 Episoden)
- 1990: House Party
- 1992: Boris und Natasha – Dümmer als der CIA erlaubt (Boris and Natasha)
- 1994: Verschollen – Abenteuer in Afrika (Lost in Africa)
- 1994: Teenage T-Rex: Der Menschen-Dinosaurier (Tammy and the Teenage T-Rex)